# Flora Brasiliensis
La Flora Brasiliensis (Flore du Brésil, Flora Brasiliensis, enumeratio plantarum in Brasilia hactenus detectarum quas suis aliorumque botanicorum studiis descriptas et methodo naturali digestas partim icone illustratas), abrégée en Fl. Bras. est un ouvrage de 15 volumes sur les plantes brésiliennes, publié en Allemagne entre 1840 et 1906 par les naturalistes Carl Friedrich Philipp von Martius, August Wilhelm Eichler et Ignaz Urban, avec la participation de 65 spécialistes sous le parrainage des empereurs d'Autriche, du Brésil et du roi de Bavière.

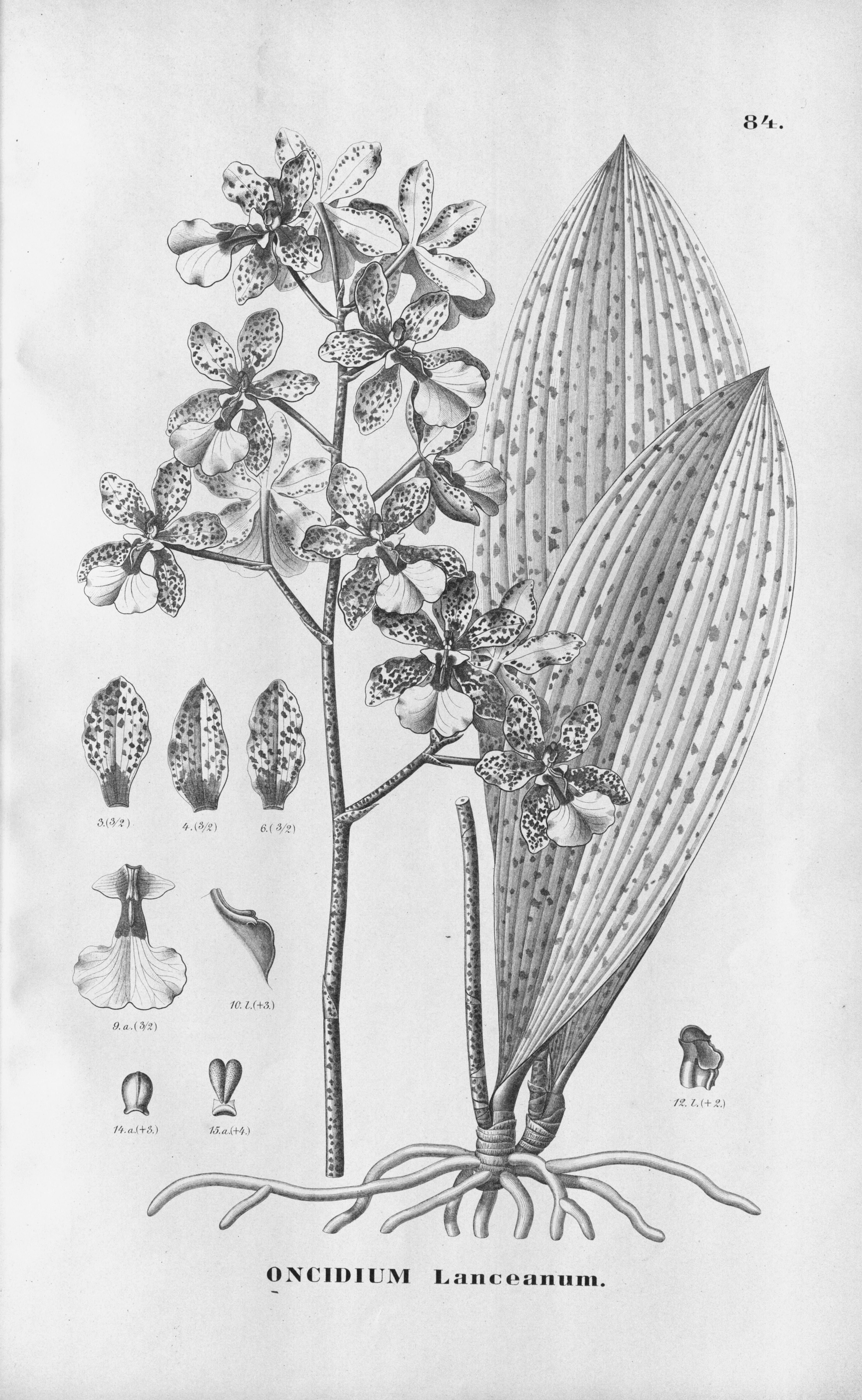
Illustration d'une orchidée (Oncidium lanceanum).

C'est une flore centrée sur la description et la taxinomie, comprenant 22 767 espèces, surtout des angiospermes brésiliennes. Écrite en latin, elle inclut 3 811 lithographies.
L'ouvrage fut commencé par Stephan Endlicher et Martius.
Von Martius acheva 46 des 130 fascicules avant sa mort en 1868, la monographie étant terminée en 1906.
Cet ouvrage fut le corollaire des expéditions de Martius et Johann Baptist von Spix au Brésil de 1817 à 1820.
Certaines images sont des adaptations en lithographie de dessins du diplomate et dessinateur Benjamin Mary.

## Structure de l'ouvrage
- 15 volumes
  - 40 parties
    - 10367 pages.